# Angles (Wandea)
Angles – miejscowość i gmina we Francji, w regionie Kraj Loary, w departamencie Wandea.
Według danych na rok 1990 gminę zamieszkiwały 1314 osoby, a gęstość zaludnienia wynosiła 38 osób/km² (wśród 1504 gmin Kraju Loary Angles plasuje się na 461. miejscu pod względem liczby ludności, natomiast pod względem powierzchni na miejscu 209.).